# Gegantó Miquelet
El Gegantó Miquelet és un gegantó vinculat a la colla de la Barceloneta, fill d'en Pep Barceló i la Maria la Neta. Representa un corista dels que surten al barri el dia de la segona Pasqua, dins la festa dels Cors Muts. Hi fan pensar tant la vestimenta com les botifarres i més embotits que duu penjats. El nom es va triar en homenatge al patró del barri, sant Miquel.
La iniciativa de construir en Miquelet fou de l'Associació de Geganters, Grallers i Bestiari de la Barceloneta, que volia un gegantó que poguessin portar els més joves. L'encarregaren a l'imatger Xavier Jansana, que el va tenir enllestit el 2006.
El gegantó Miquelet participa en les trobades i cercaviles amb els seus pares, però també el podem veure amb els altres gegantons de la colla, en Ramonet i en Ganxut, i més esporàdicament amb la Torre del Rellotge. Quan no surt és exposat permanentment a la Casa dels Entremesos, al costat de gran part de la imatgeria festiva de Ciutat Vella.